# Masterpiece Cakeshop v. Colorado Civil Rights Commission
Masterpiece Cakeshop, Ltd. v. Colorado Civil Rights Commission ist ein am Obersten Gerichtshof der Vereinigten Staaten verhandelter Fall zur Frage, ob ein Konditor mit Hinweis auf die im 1. Zusatzartikel zur Verfassung der Vereinigten Staaten festgeschriebene Religionsfreiheit die Herstellung einer Hochzeitstorte für eine gleichgeschlechtliche Hochzeitsfeier aus religiöser Überzeugung ablehnen kann. Die mündliche Verhandlung fand am 5. Dezember 2017 statt. Am 4. Juni 2018 entschied das Gericht mit 7 zu 2 Stimmen aus verfahrensrechtlichen Gründen zugunsten des Konditors, ohne eine bindende Entscheidung zur Sachfrage zu treffen.

## Hintergrund
Im Juli 2012 bestellte das gleichgeschlechtliche Paar Charlie Craig und David Mullins bei der Konditorei Masterpiece Cakeshop in Lakewood, Colorado eine Hochzeitstorte für ihre geplante gleichgeschlechtliche Hochzeitsfeier. Jack C. Phillips, der Inhaber der Konditorei, lehnte dies mit der Begründung ab, er könne aus religiöser Überzeugung keine Torte für gleichgeschlechtliche Hochzeitsfeiern liefern.
Craig und Mullins rügten das Verhalten des Inhabers daraufhin bei der Bürgerrechtskommission des Staates Colorado (Colorado Civil Rights Commission) wegen Diskriminierung aufgrund ihrer sexueller Orientierung, was im Bundesstaat Colorado auch privatwirtschaftlichen Unternehmen gesetzlich verboten ist. Nachdem weitere Versuche einer gütlichen Einigung gescheitert waren, verklagten sie Phillips vor Gericht. Die ersten beiden Instanzen urteilten im Sinne der Kläger. Phillips legte jedoch Berufung beim obersten Gerichtshof der USA ein. Dieser nahm den Fall am 26. Juni 2017 zur letztinstanzlichen Entscheidung an.

## Mündliche Verhandlung
In der am 5. Dezember 2017 verhandelten mündlichen Anhörung führte die Anwältin des Konditors aus, die von ihm in handwerklicher Arbeit aufgrund spezifischer Kundenwünsche hergestellten Hochzeitstorten seinen nicht als bloße Nahrungsmittel, sondern als Kunstwerke zu betrachten. Dies stelle eine Art der persönlichen Ausdrucksweise dar, die vom 1. Zusatzartikel zur Verfassung der Vereinigten Staaten geschützt sei. Die Ablehnung des Verkaufs einer Hochzeitstorte durch ihren Mandanten beruhe nicht auf dessen Wunsch, gleichgeschlechtliche Paare aufgrund von deren sexueller Orientierung zu diskriminieren. Vielmehr sei Phillips bereit, alle bereits in der Auslage seines Geschäfts befindlichen Waren auch für eine gleichgeschlechtliche Hochzeit zu verkaufen. Mit der Herstellung einer kundenspezifischen Torte eigens für eine gleichgeschlechtliche Hochzeit wirke er jedoch an einer solchen Veranstaltung selbst mit, was ihm aufgrund seiner religiösen Überzeugung verboten sei.
Der Vertreter der Zivilrechtskommission und als liberal geltende Richter wiesen im Gegenzug darauf hin, dass für gleichgeschlechtliche Paare in dünn besiedelten, ländlichen Gegenden mit hohen religiös-konservativ gesinnten Bevölkerungsanteilen, Hochzeitstorten möglicherweise gar nicht mehr zu bekommen wären. Im Übrigen sei unklar, welche Anbieter sich für kundenspezifisch gestaltete Waren und Dienstleistungen ebenso wie der Antragsteller auf ein Recht zur Ablehnung der Bedienung einer gleichgeschlechtlichen Hochzeit berufen könnten, da diesbezüglich keine klaren Linien gezogen werden könnten. Würde ein weit gefasstes Grundsatzurteil zugunsten des Antragstellers ergehen, könnte ein Frisör oder Make-Up-Artist seine Mitwirkung ebenso verweigern. Ein Grafikdesigner könnte es ablehnen, Einladungskarten für gleichgeschlechtliche Paare herzustellen, und ein Catering-Unternehmen könnte sich weigern, eine gleichgeschlechtliche Hochzeitsgesellschaft zu verköstigen.
Zum letztgenannten Argument gab der als Amicus Curiae geladene Prozessbevollmächtigte der Trump-Regierung Noel Francisco zu bedenken, dass ein weitgefasstes Grundsatzurteil gegen den Antragsteller bedeuten könnte, dass ein schwarzer Bildhauer gezwungen sei, eine Skulptur für den Ku-Klux-Klan herzustellen.

## Entscheidung
Am 4. Juni 2018 erging eine Entscheidung zugunsten von Masterpiece Cakeshop mit einem Stimmenverhältnis von 7:2. Der Supreme Court argumentierte, von Seiten der Zivilrechtskommission sei die vom 1. Zusatzartikel zur Verfassung der Vereinigten Staaten gesicherte Religionsfreiheit des Konditors widerrechtlich verletzt worden, da sie gegenüber seinem religiösen Glauben ungebührlich voreingenommen war. Die eng gefasste Entscheidung ließ dagegen offen, ob das Recht auf Religionsfreiheit es Geschäftsinhabern grundsätzlich erlaubt, gegenüber ihren Kunden aus religiösen Gründen zu diskriminieren.